# Jacob Carl Stauder
Pour les articles homonymes, voir Stauder.
Jacob Carl Stauder (baptisé le 17 octobre 1694 à Oberwil, mort le 9 février 1756 à Lucerne) est un peintre suisse.

## Biographie
Jacob Carl Stauder est le fils du peintre Franz Carl Stauder qui lui apprend les premières notions de base. Il a un demi-frère, Franz Leopold Stauder, qui s'est enfui de sa belle-mère lorsqu'il était enfant et a ensuite disparu alors qu'il servait dans l'armée sicilienne. 
L'une de ses premières commandes en 1710 est un blason pour l'abbaye de Rheinau. Il travaillera principalement dans la région du lac de Constance et en Haute-Souabe.
Après son mariage avec Maria Francisca Bettle en 1716, il s'installe à Constance, dans l'archiduché d'Autriche, où il est naturalisé et nommé membre du conseil en 1724. Mais il repart bientôt en voyage pour des commandes et ne se sent plus chez lui à Constance, de sorte que sa femme et ses neuf enfants se retrouvent seuls. Alors qu'il est encore à Constance, le prince-évêque Johann Franz Schenk von Stauffenberg le nomme peintre de la cour épiscopale, Pictor aulicus, reprenant un poste vacant après la mort de Johann Michael Feuchtmayer (de) en 1713.
Il est en concurrence pour l'abbaye de St. Blasien avec Franz Joseph Spiegler vers 1740. À la suite des incendies de St. Blasien, aucune œuvre significative de lui ne survit. Ignatius Gumpp (de) les décrit dans ses notes. Un portrait de l'abbé Franz Schächtelin (de) est conservée au réfectoire de l'abbaye d'Oberried, ainsi qu'un portrait gravé à l'abbaye Saint-Paul du Lavanttal.
Comme son père, il reçoit surtout des commandes d'abbayes désireuses de construire. Son œuvre est vaste et variée. Mais une grande partie est également inconnue, notamment les noms de ses étudiants sont à peine mentionnés. Johannes Zick, Jakob Anton von Lenz et Balthasar Riepp lui sont également liés. Sa technique de peinture préférée n'est pas "al fresco" mais plutôt un processus appelé "al secco" : il peint sur une surface déjà sèche et apprêtée et non sur du plâtre frais.

## Œuvres

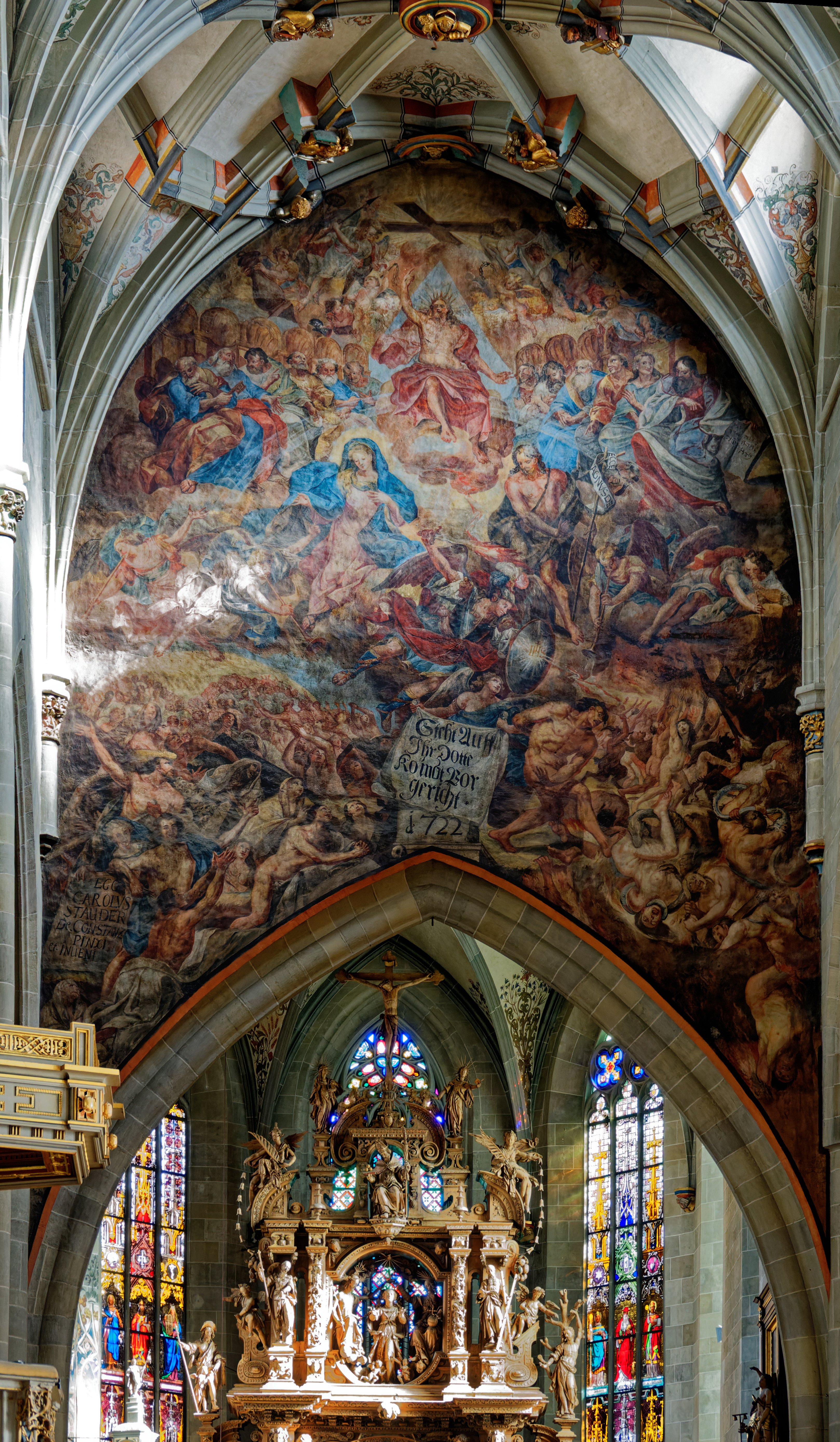
Fresque du Jugement dernier dans l'église Saint-Nicolas d'Überlingen.

- 1714 : Abbaye de Salem, Kaisersaal, portrait équestre
- 1717 : Prieuré de Fischingen, retable majeur
- 1717 : Hôtel de ville de Soleure, salle du gouvernement, portrait de Johann Friedrich von Roll
- 1718 : Bibliothèque de l'abbaye Saint-Urbain, portrait de l'abbé Malachias Glutz
- 1719 : église abbatiale de l'abbaye de Weissenau, peinture du plafond de la coupole croisée
- 1719 : église abbatiale de l'abbaye de Münsterlingen, peinture du plafond de la coupole plate
- 1720 : église abbatiale de l'abbaye Sainte-Croix de Donauwörth, peintures au plafond du chœur
- 1721/1722 : église abbatiale de l'abbaye de Pielenhofen, peinture du plafond de la travée de la nef
- 1723 : église abbatiale de l'abbaye de Rheinau, retable majeur
- 1723/1724 : église abbatiale de l'abbaye d'Ottobeuren, peinture du plafond de l'escalier sud menant à la Kaisersaal et peinture du plafond de la Kaisersaal
- 1726 : église abbatiale de l'abbaye de Rheinau, autel Saint-Joseph et autel de l'ange gardien
- 1734 : église abbatiale de l'abbaye de St. Katharinental, peintures au plafond
- 1735 : église paroissiale catholique de Murg, retable majeur
- 1739 : église Saint-Étienne de Constance, ancien retable
- 1743 : église paroissiale de Hägglingen, retable
- 1744 : Collégiale Münster Sainte-Vérène de Zurzach, retable principal, Assomption de Vérène
- 1747 : Sarnen, collège, portrait du prince-abbé Gerold Haimb
- 1749 : Nouveau Château de Meersburg, Vénus dans la forge de Vulcain
- 1751 : Chapelle Sainte-Marie d'Eigenthal, peinture du plafond
- 1751 : Lucerne, église des Jésuites, chapelle Aloysius
- 1751 : Lucerne, chapelle Saint-Pierre, médaillons du chapelet
- 1755 : Blatten, église de pèlerinage de Saint-Jost, peinture du plafond du chœur
- 1755 : Menznau, autel latéral